# Cessna Aircraft
La Cessna Aircraft Company era un'azienda aeronautica statunitense con sede a Wichita, Kansas. Nota principalmente per gli aerei da turismo, Cessna produceva anche business jet. Fondata nel 1927 venne acquistata da General Dynamics nel 1985 e poi da Textron nel 1992. Nel marzo del 2014 Textron acquistò Beechcraft e Hawker Aircraft formando il gruppo Textron Aviation nel quale entrò anche Cessna, cessando le operazioni come azienda singola.

## Storia
Nel giugno del 1911 Clyde Cessna, un contadino di Rago, in Kansas, costruì il primo velivolo nella regione tra il Mississippi e le Montagne Rocciose, diventando il primo nella regione a pilotare un aeromobile. Cessna iniziò così a realizzare aerei in legno e in tela ad Enid, in Oklahoma, ma in seguito al rifiuto di ulteriori prestiti da parte delle banche si trasferì a Wichita.
La Cessna Aircraft venne formata nel 1927, quando Clyde Cessna e Victor Roos divennero partner formando la Cessna-Roos Aircraft Company. Tuttavia, un mese dopo, Roos si dimise dalla partnership rendendo la sua parte a Cessna. Lo stesso anno venne approvata la rimozione del nome di Roos dal nome dell'azienda.
Il Cessna DC-6 ottenne la sua certificazione lo stesso giorno della crisi del '29, il 29 ottobre 1929.
Nel 1932 la Cessna Aircraft Company dichiarò fallimento a causa della Grande depressione.
Ciò nonostante, l'anno successivo spiccò il volo il Cessna CR-3. L'aereo vinse la American Air Race del 1933 a Chicago e successivamente infranse il record di aereo a pistoni più veloce del mondo, raggiungendo una velocità di 381 km/h.
Nel 1934 i nipoti di Cessna, Dwane Wallace e suo fratello Dwight, acquistarono l'azienda, la riaprirono e iniziarono la costruzione di una realtà che sarebbe diventata un successo a livello globale.
Nel 1937 venne introdotto il Cessna C-37, il primo idrovolante prodotto dall'azienda. Nel 1940 Cessna ricevette il più grande ordine fino ad allora, un contratto con la USAF per 33 Cessna T-50. Sempre nello stesso anno, la Royal Canadian Air Force ordinò 180 Cessna T-50.
Nel 1946 Cessna, in seguito alla revoca delle restrizioni di produzione in tempo di guerra, tornò sul mercato civile con l'uscita del Cessna 120 e Cessna 140. Il nuovo approccio dell'azienda consisteva nell'introdurre una nuova linea di velivoli interamente in metallo, utilizzando per la prima volta strumenti di produzione sostituendo molte delle fasi svolte a mano in tempo di guerra.
Nel 1948, il Cessna 140 venne eletto come "Outstanding Plane of the Year" (Aereo eccezionale dell'anno) dalla US Flight Instructors Association.
Nel 1955 il primo elicottero della Cessna, il Cessna CH-1, ricevette la certificazione FAA.

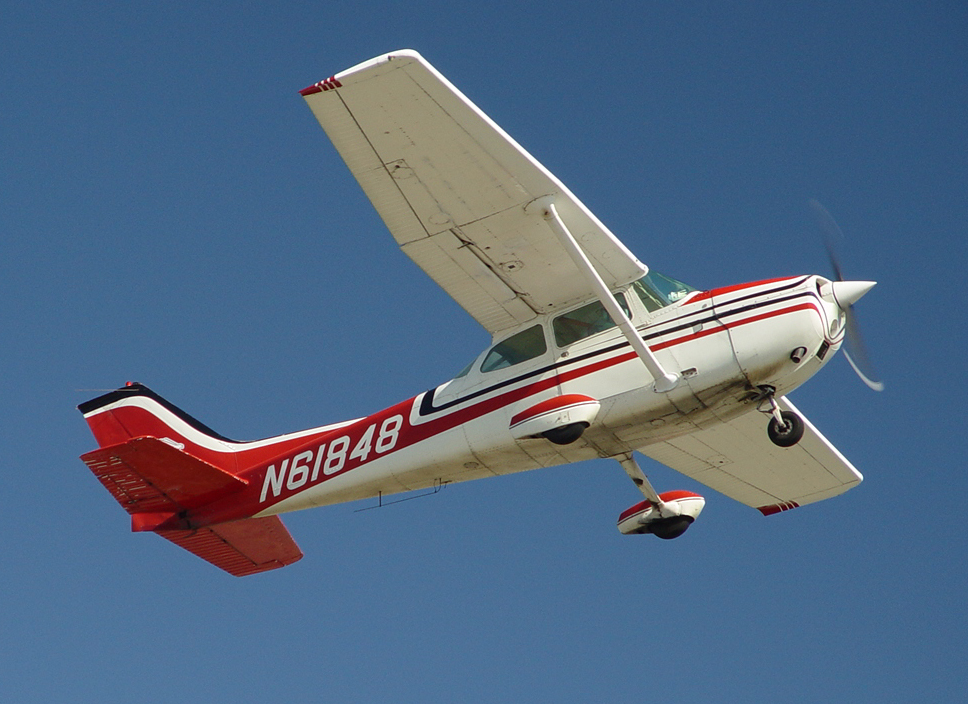
Un Cessna 172

Nel 1956 venne introdotto il Cessna 172, l'aeroplano più prodotto della storia.
Nel 1960 Cessna si affiliò con la francese Reims Aviation.  Nel 1963 Cessna produsse il suo 50.000-esimo velivolo, un Cessna 172.
Il primo business jet della compagnia, il Cessna Citation I spiccò il volo per la prima volta il 15 settembre del 1969.
Nel 1975 Cessna produsse il suo 100.000-esimo velivolo
Nel 1985 Cessna cessò le operazioni come azienda singola diventando una sussidiaria della General Dynamics. Lo stesso anno iniziò la produzione del Cessna 208 Caravan. Nel 1992 l'azienda venne venduta alla Textron.
Nel marzo del 2014 Textron acquistò Beechcraft e Hawker Aircraft formando il gruppo Textron Aviation nel quale entrò anche Cessna, cessando le operazioni come sussidiaria.

## Modelli prodotti

### Aerei sperimentali
- Cessna NGP
- Cessna LSA Concept
- Cessna A
- Cessna BA
- Cessna AW

### Aerei a elica
- Cessna 120
- Cessna 140

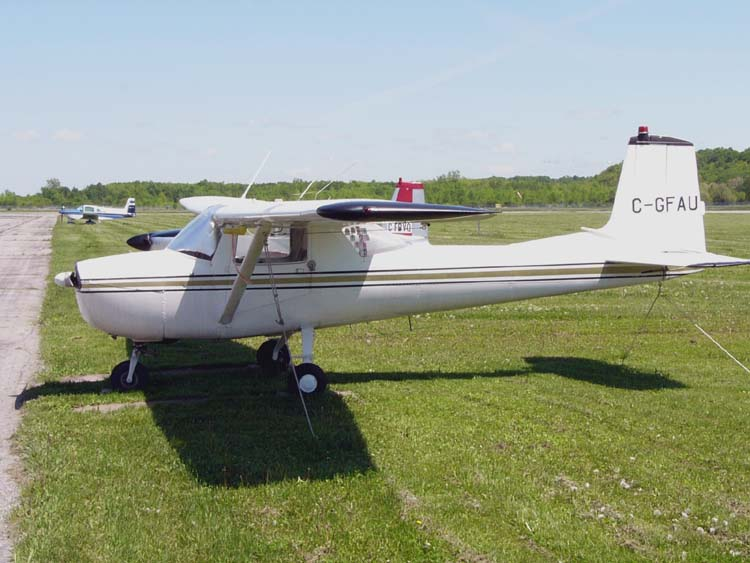
Il Cessna 150

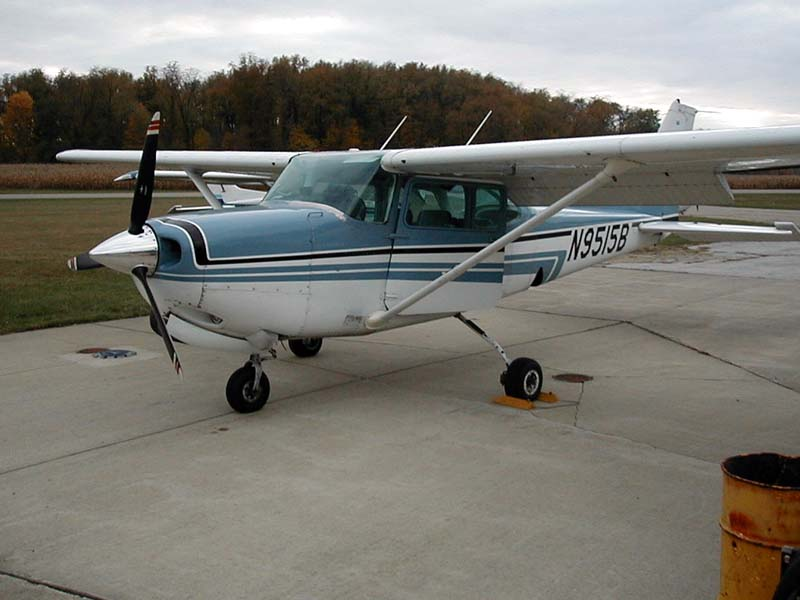
Il Cessna 172RG

- Cessna 150 Commuter, Patroller & Aerobat
- Cessna 152
- Cessna 165 Airmaster
- Cessna 170
- Cessna 172 Skyhawk (e la versione militare T-41 Mescalero)
- Cessna 175 Skylark
- Cessna 177 Cardinal
- Cessna 180 Skywagon
- Cessna 182 Skylane
- Cessna 185 Skywagon
- Cessna 188 AGwagon, AGpickup, AGtruck, and AGhusky
- Cessna 190
- Cessna 195
- Cessna 205 Super Skywagon
- Cessna 206 Stationair & Super Skylane
- Cessna 207 Skywagon, Stationair 7 & 8
- Cessna 208 Caravan
- Cessna 210
- Cessna 303
- Cessna 305 Birddog
- Cessna 310
- Cessna 320 Skynight
- Cessna 335
- Cessna 336 Skymaster, O-2 Skymaster
- Cessna 337 Skymaster
- Cessna 340
- Cessna 401 Utiliner and Businessliner
- Cessna 402 Utiliner and Businessliner
- Cessna 404 Titan II
- Cessna 406 Caravan II
- Cessna 411
- Cessna 414 Chancellor
- Cessna 421 Golden Eagle
- Cessna 425 Conquest I
- Cessna 441 Conquest II
- Cessna Corvalis TT
- Cessna Corvalis TTx

### Business jet
- Cessna 500 Citation I
- Cessna 501 Citation ISP
- Cessna 510 Citation Mustang
- Cessna 525 CitationJet, CJ1, CJ1+
- Cessna 525A CJ2, CJ2+
- Cessna 525B CJ3
- Cessna 550 Citation II, Cessna Citation Bravo
- Cessna 551 Citation IISP
- Cessna S550 Citation SII
- Cessna 560 Citation V, Citation Ultra, Citation Encore, Citation Encore+
- Cessna Citation 560XL Excel, XLS, XLS+
- Cessna 650 Citation III, Citation VI, Citation VII
- Cessna 680 Citation Sovereign
- Cessna 750 Citation X

### Aerei militari
- Cessna AT-17 Bobcat
- Cessna A-37 Dragonfly
- Cessna C-34 Airmaster
- Cessna O-1 Bird Dog
- Cessna O-2 Skymaster
- Cessna T-37 Tweet
- Cessna T-41 Mescalero

### Elicotteri
- Cessna CH-1